# Lophotis
Genre
Lophotis est un genre d'oiseaux de la famille des Otididae.

## Liste des espèces
Selon la classification de référence du Congrès ornithologique international (version 7.1, 2017) :
- Lophotis savilei Lynes, 1920 – Outarde de Savile
- Lophotis gindiana (Oustalet, 1881) – Outarde d'Oustalet
- Lophotis ruficrista (A. Smith, 1836) – Outarde houppette